# Jiří Taufer
Jiří Taufer (Boskovice, 5 giugno 1911 – Praga, 3 dicembre 1986) è stato un poeta cecoslovacco.

## Biografia
Figlio di František Taufer, debuttò con poemi di ascendenza poetista ("Occhi serali" del 1928 e "Giochi di ombre" del 1931), per poi dirigersi verso una «poesia d'impegno sociale» ("Scacco matto, Europa", pubblicato nel 1933 e "Radioscopie" del 1938). Nel 1958 pubblicò una raccolta di poemi denominata "Annali".
Come altri suoi colleghi, nel corso degli anni decise di tradurre diverse opere (soprattutto di autori sovietici).
Nel 1975 lo Stato gli conferì il titolo di Artista nazionale.

## Opere
- Večerní oči ("Occhi di sera") (1928)
- Stínové hry ("Giochi d'ombra") (1931)
- Šach mat, Evropo ("Scacco matto, Europa") (1933)
- Roentgenogramy ("Radioscopie") (1938)
- Letopis ("Annali") (1958)